# Stone County (Missouri)
Stone County is een county in de Amerikaanse staat Missouri.
De county heeft een landoppervlakte van 1.200 km² en telt 28.658 inwoners (volkstelling 2000). De hoofdplaats is Galena.